# Merry Christmas Baby
«Merry Christmas Baby» (с англ. — «С Рождеством, крошка») — американская блюзовая рождественская песня, написанная Лу Бакстером и Джонни Муром, чей ансамбль (Johnny Moore’s Three Blazers) записал песню в 1947 году. Сингл с песней занял 3-е место в хит-параде музыкальных автоматов в категории ритм-н-блюза журнала «Биллборд»; песня ещё несколько раз становилась хитом (в 1948 и 1949 гг.).
К настоящему времени «Merry Christmas Baby» записало множество исполнителей: Чак Берри (1958), Элвис Пресли (1971), Брюс Спрингстин (1987), Кристина Агилера (2000), Джессика Симпсон (в дуэте с Вилли Нельсоном; 2010) и др.